# Argonautica

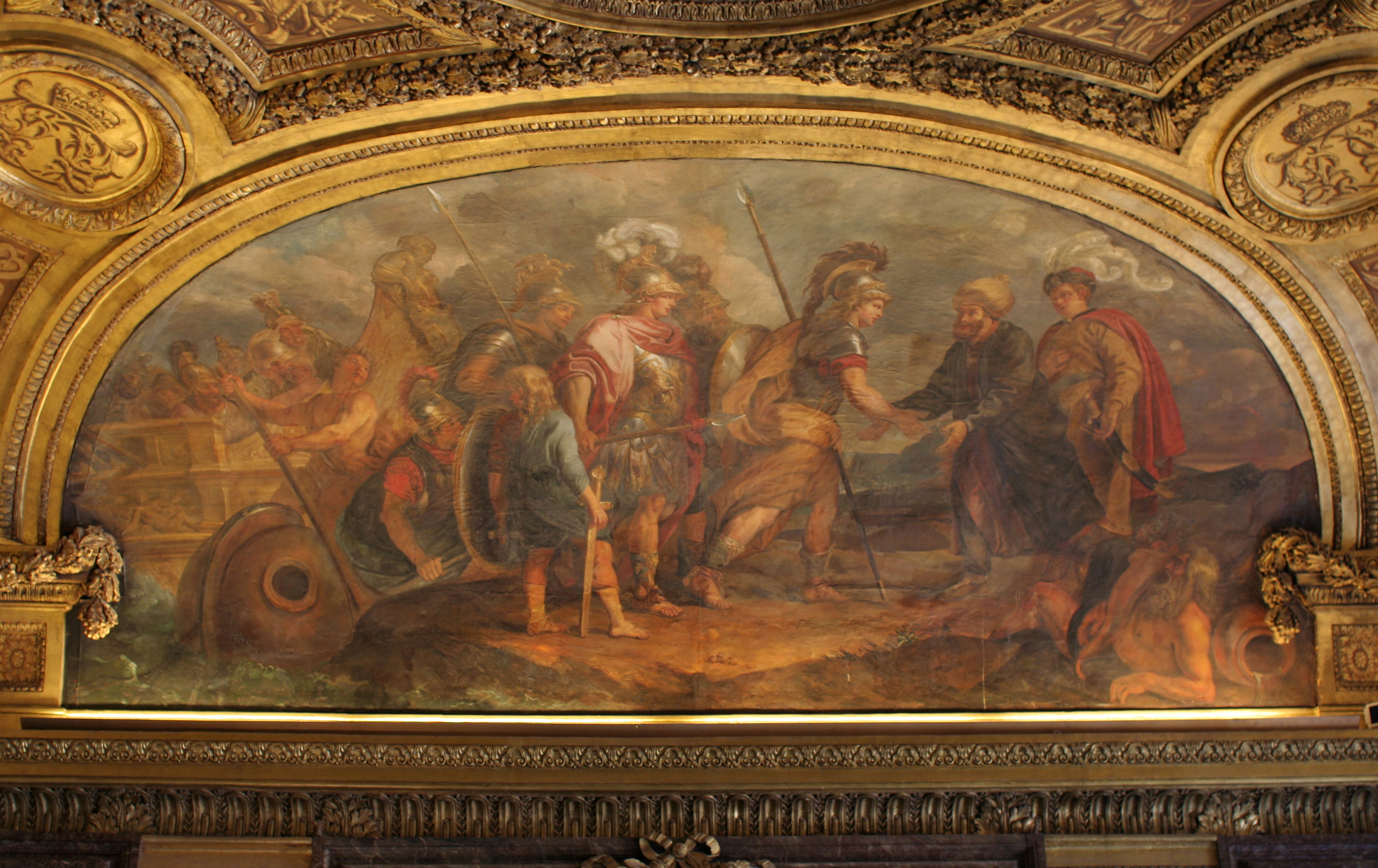
Jason and the Argonauts Arriving at Colchis, của Charles de La Fosse. Sử thi Argonautica được viết riêng cho Ptolemaic Alexandria, nhưng từ lâu nó đã trở thành nguồn tư liệu cho các triều đại khác tìm kiếm thể hiện quyền lực và tham vọng của họ. Bức tranh này nằm ở Cung điện Versailles.

Argonautica (tiếng Hy Lạp: Ἀργοναυτικά, đã Latinh hoá: Argonautika) là sử thi Hy Lạp nổi tiếng được viết bởi Apollonius Rhodius trong thế kỷ 3 TCN. Đây là sử thi Hy Lạp cổ đại duy nhất còn sót lại. Argonautica kể về chuyến đi huyền thoại của Jason và Argonaut để lấy Bộ lông cừu vàng ở Colchis xa xôi. Cuộc phiêu lưu anh hùng của họ và mối quan hệ giữa Jason với công chúa/phù thủy Colchis Medea đã được độc giả Hy Lạp biết đến nhiều, điều này giúp Apollonius vượt ra ngoài một câu chuyện kể đơn giản, tạo cho nó một sự nhấn mạnh mang tính học thuật phù hợp với thời đại.  Đó là thời đại của thư viện Alexandria vĩ đại, và sử thi của ông là sự kết hợp của các nghiên cứu của ông về địa lý, dân tộc học, tôn giáo so sánh và văn học Homeric. Tuy nhiên, đóng góp chính của ông cho sử thi truyền thống nằm ở việc ông phát triển tình yêu giữa anh hùng và nữ anh hùng - dường như ông là nhà thơ tự sự đầu tiên nghiên cứu về "bệnh lý của tình yêu". Tác phẩm Argonautica của ông có ảnh hưởng sâu sắc đến thơ ca Latinh khi nó được biên dịch bởi nhà thơ La Mã Varro Atacinus và được Valerius Flaccus sao lại, nó ảnh hưởng đến Catullus và Ovidius, đồng thời đã cung cấp cho Vergilius một hình mẫu để viết lên sử thi La Mã của Aeneis.